# Mauritiusnatthäger
Mauritiusnatthäger (Nycticorax mauritianus) är en utdöd fågel i familjen hägrar inom ordningen pelikanfåglar som tidigare förekom på Mauritius. Den är enbart känd från sju benlämningar och dog förmodligen ut innan 1600-talets slut.